# Angles (Vendée)
Angles is een gemeente in het Franse departement Vendée (regio Pays de la Loire) en telt 1808 inwoners (2004). De plaats maakt deel uit van het arrondissement Les Sables-d'Olonne.

## Geografie
De oppervlakte van Angles bedraagt 34,6 km², de bevolkingsdichtheid is 52,3 inwoners per km².
De onderstaande kaart toont de ligging van Angles (Vendée) met de belangrijkste infrastructuur en aangrenzende gemeenten.

## Demografie
Onderstaande figuur toont het verloop van het inwonertal (bron: INSEE-tellingen).

1. ↑  Populations de référence 2022.